# Bundestag (métro de Berlin)
Bundestag est une station de la ligne 5 du métro de Berlin, en Allemagne. Elle est située dans le périmètre du « ruban fédéral » (Band des Bundes), sous l'esplanade séparant la Chancellerie fédérale de la Paul-Löbe-Haus (de), bâtiment abritant les bureaux du parlement fédéral allemand, dans l'arrondissement de Mitte à Berlin.

## Situation sur le réseau

Plan du métro.

La station Bundestag est située entre la station Hauptbahnhof, le terminus au nord de la ligne, et la station Brandenburger Tor, en direction du terminus Hönow.
Elle dispose d'un quai central encadré par les deux voies de la ligne.

## Histoire
La station est ouverte le 8 août 2009, lors de la mise en service de la ligne 55, comme station intermédiaire entre les deux terminus de cette courte ligne.
Le 18 mars 2020, elle est fermée temporairement et le trafic de la ligne suspendu en raison de la pandémie de Covid-19. Le 1er mai suivant, la direction de BVG décide de ne pas remettre en service la ligne 55 avant le raccordement de celle-ci à la ligne 5,. Le 4 décembre suivant, la station est de nouveau ouverte au public lors de la mise en service de l'extension de la ligne 5 entre Brandenburger Tor et Alexanderplatz.

## Services aux voyageurs

### Accès et accueil
La station possède quatre bouches et est équipée d'ascenseurs permettant l'accessibilité aux personnes à mobilité réduite.

### Desserte
Bundestag est desservie par les rames circulant sur la ligne 5 du métro.

Installations et desserte
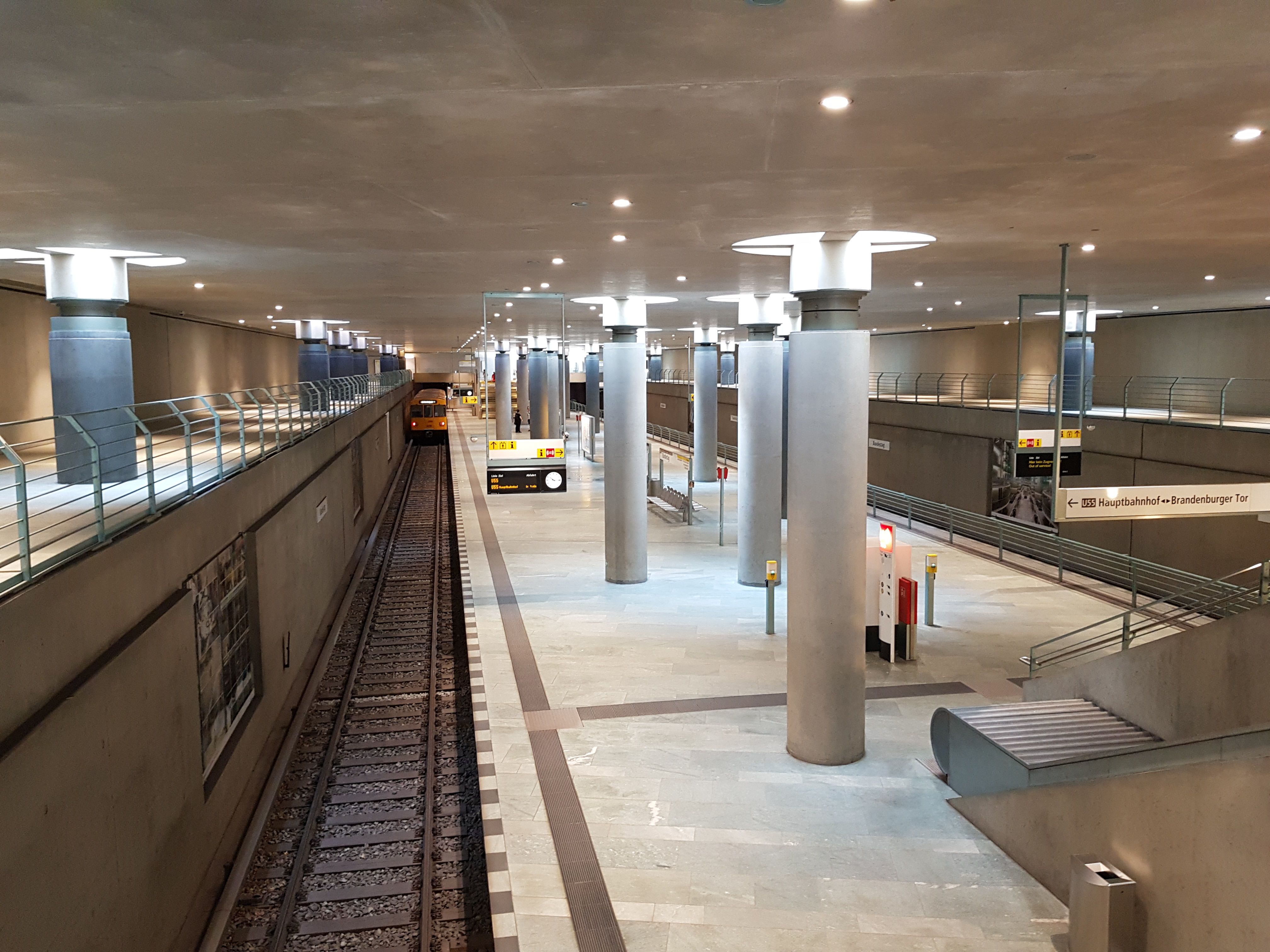
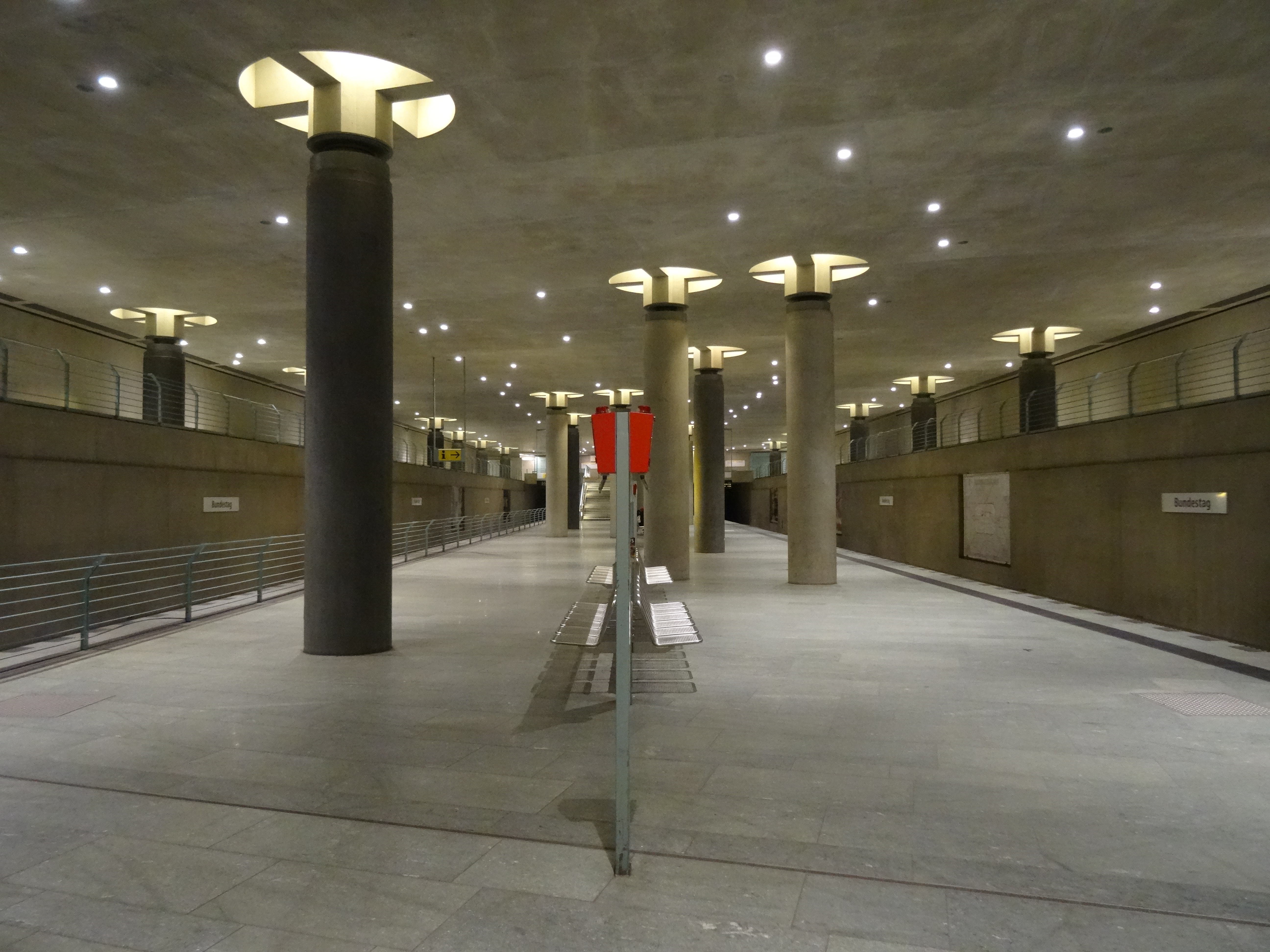
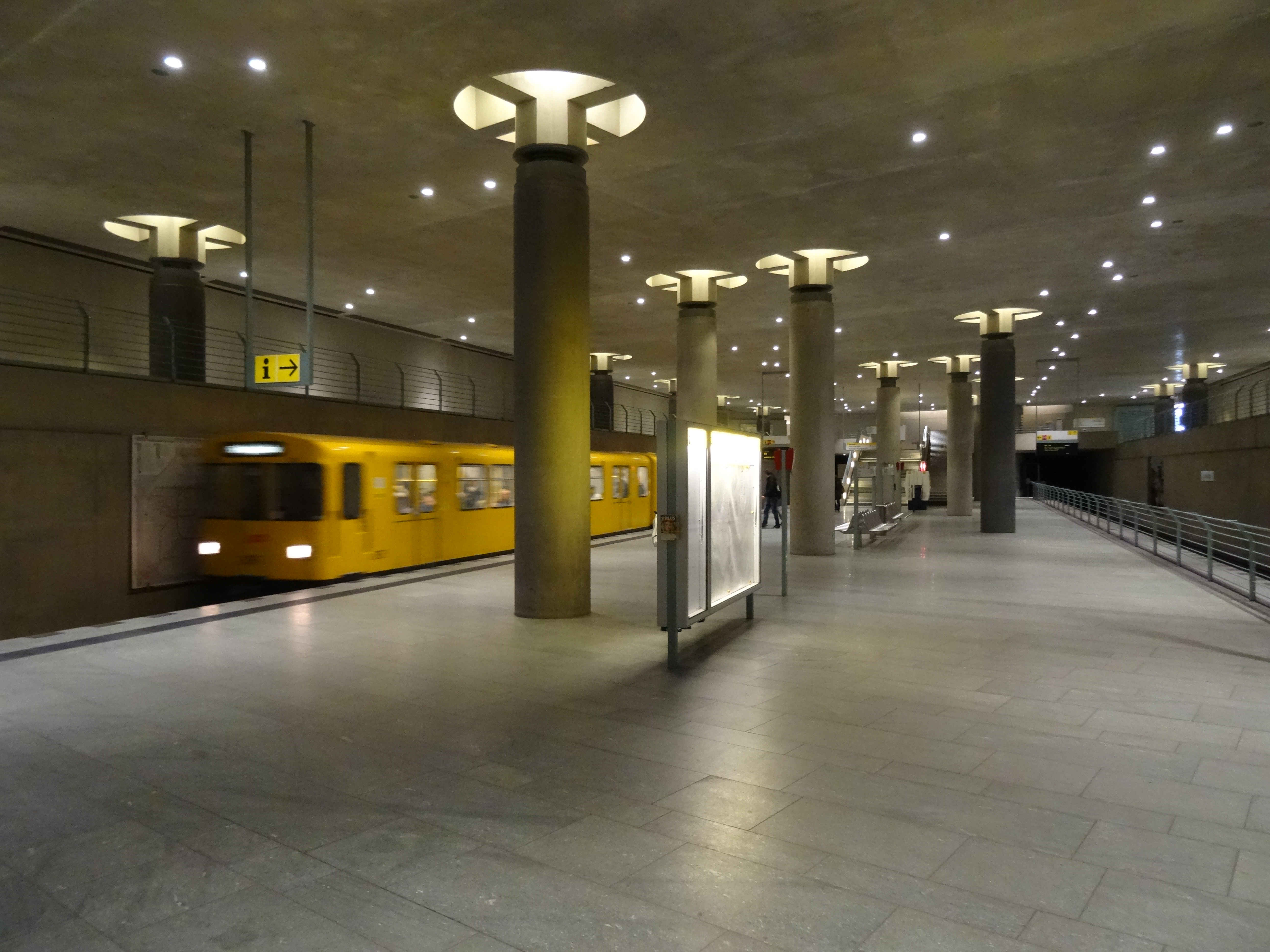

### Intermodalité
La station n'est pas en correspondance avec d'autres lignes de transport.

## À proximité
Son nom fait référence au Bundestag, chambre basse du Parlement allemand dont le siège, le palais du Reichstag, s'élève à proximité.